# Palestinian Airlines
Palestinian Airlines (Língua árabe: الخطوط الفلسطينية) é a empresa aérea nacional da Palestina.

## Frota
Sua frota conta com as seguintes aeronaves:
| Aeronave       | Quantidade | Prefixos       |
| -------------- | ---------- | -------------- |
| Fokker 50      | 2          | SU-YAH, SU-YAI |
| Boeing 727-230 | 1          | SU-YAK         |